# اورینتا (اوکلاهما)
اورینتا (به انگلیسی: Orienta) یک منطقهٔ مسکونی در ایالات متحده آمریکا است که در شهرستان میجر، اکلاهما واقع شده‌است.